# 마르코니의 법칙
마르코니의 법칙(Marconi's law)은 이탈리아의 전기공학자인 굴리엘모 마르코니가 발표한 전기공학 이론으로, 무선 통신에서 안테나의 높이와 라디오의 전파가 도달할 수 있는 거리 사이의 관계를 설명하는 법칙이다.

## 개요
안테나의 높이와 전기 신호가 도달할 수 있는 최대 거리 사이에 다음의 공식이 성립한다.
{\displaystyle H=c{\sqrt {D}}},
- {\displaystyle H}는 안테나의 높이를 나타낸다.
- {\displaystyle D}는 라디오의 전파가 도달할 수 있는 최대 거리이다.
- {\displaystyle c}는 비례상수이다.